# Василе Міля
Василе Міля (рум. Vasile Milea; *1 січня 1927, Лерешть, жудець Арджеш — †22 грудня 1989, Бухарест) — румунський військовий діяч, міністр національної оборони Соціалістичної Республіки Румунія (1985-1989). Наклав на себе руки (за деякими даними, убитий за наказом президента Румунії Ніколае Чаушеску під час Румунської революції за відмову застосовувати збройні сили проти повсталого народу).

## Біографія
Міля народився в комуні Лерешть жудця Арджеш Румунське королівство 1 січня 1927. Закінчив середню школу, працював учителем. У 1947 вступив в піхотне військове училище, в травні 1949 закінчив його, отримавши звання лейтенанта. 20 вересня 1957 був прийнятий в Румунську робітничу партію. Після розкриття великої недостачі за місцем служби Міля (близько 700 тисяч леїв), він був звільнений зі служби, а 30 липня 1958 — виключений з партії.
Протягом декількох років Міля працював в різних відомствах військової освіти. 6 жовтня 1960 після його заяви він був відновлений в партії. 30 грудня 1962 йому було присвоєно звання полковника. У 1964 — звання генерал-майора і був призначений на посаду командира 6-ї танкової дивізії (1964-1965), потім — 3-ї армії (1965-1973). Командував в 1973-1978 Вітчизняною гвардією. 23 серпня 1969 йому було присвоєно звання генерал-лейтенанта, а в травні 1977 — генерал-полковника. З 1974 він був кандидатом в члени ЦК РКП, з 1979 — членом ЦК РКП.
31 березня 1980, після призначення Константина Олтяну міністром оборони, Василе Міля був призначений заступником прем'єр-міністра і начальника генерального штабу румунських збройних сил. Після звільнення Константина Олтяну з поста міністра оборони, 16 грудня 1985 Міля був призначений на посаду, що звільнилася.
Після початку масових заворушень в румунських містах в грудні 1989, 17 грудня Генеральний секретар ЦК РКП Ніколае Чаушеску висловив Мілі, главі «Секурітате» генералу Юліану Владу та міністру внутрішніх справ Тудору Постелніку своє незадоволення діяльністю каральних органів і сказав, що підозрює їх в зраді, Чаушеску заявив їм про усунення всіх трьох зі своїх постів, але прем'єр-міністр Константин Дескелеску заступився за них. У Чаушеску стався напад гніву, але незабаром він взяв себе в руки і відмовився від планів зміщення Міля, Влада і Постелніку.

## Нагороди
- Орден Жовтневої революції (1987).